# 鎌刃城
鎌刃城（かまはじょう/かまのはじょう）は、滋賀県米原市にあった日本の城。城跡は2005年（平成17年）3月2日に国の史跡に指定されている。また、2017年（平成29年）4月6日には続日本100名城に選定された。

## 概要
江北と江南の国境線に位置する境目の城で、湖北最大級の山城であった。京極氏と六角氏の攻防、織田信長と浅井長政の攻防の舞台となった。信長が美濃と近江を平定後の1574年（天正2年）に城主の堀秀村は改易となり、まもなく廃城となった。